# Foucaultpendul
Et Foucaultpendul, er et pendul opkaldt efter den franske fysiker Léon Foucault. Pendulet kræver et stort set friktionsløst ophæng og en længde på lodsnoren der er tilpasset lokalitetens breddegrad/tyngdekraft. Herved viser pendulet Jordens egen-rotation, idet pendulet hele tiden svinger i samme retning i forhold til Universet, uanfægtet at Jorden drejer om sig selv. Observerer man Foucaultpendulet over nogle timer, ser det ud som om svingningsretningen drejer rundt, men det er Jorden og ikke pendulet der drejer. Denne tilsyneladende effekt kan også beskrives med den fiktive kraft Corioliskraften.
Første gang offentligheden fik lejlighed til at se Foucaults pendul var i Paris Observatoriet i 1851. Få uger senere ophængte han sit mest kendte pendul, i Panthéon kirken i Paris, en 28 kg tung messing betrukket lodkugle i en wire på 67 m.
Der er installeret Foucaulpenduler flere steder i Verden. bl.a. på Københavns Universitets GeoCenter, Øster Voldgade 10 og på Steno Museet i Aarhus.